# YUNA
YUNA (расшифровывается как Yearly Ukrainian National Awards) — украинская музыкальная премия.

## О премии
Премия была учреждена 27 октября 2011 года. Соучредителями премии стали Мохаммад Захур и Павел Шилько, последний также является генеральным продюсером премии. 8 февраля 2012 года в киевском дворце «Украина» состоялась первая церемония, которая была посвящена почитанию лучших за 20 лет независимости Украины артистов. Транслировали премию в разные годы такие каналы как Интер, Новый канал, М1, Прямой и 1+1.
За годы проведения количество номинаций неоднократно менялась. Только три категории остались без изменений, начиная с самой первой церемонии вручения: «Лучший альбом», «Лучшая песня» и «Лучший видеоклип».
Номинантов и победителей премии определяет профессиональное жюри, руководствуясь регламентом. Обеспечение честности подсчета голосов членов жюри осуществляет аудиторская компания «Deloitte».
По состоянию на 2021 год самыми успешными исполнителями на премии являются The Hardkiss (21 победа), Monatik (20) Джамала (9) и Океан Ельзи (8) Тина Кароль (7). Всего лауреатами премии стали около пятидесяти групп и сольных артистов, композиторов, клипмейкеров и продюсеров.
В 2020 году был проведён юношеский аналог премии — YUNA Junior 2020.

## Церемонии вручения
| №    | Дата проведения | Телеканал | Победители основных категорий      | Победители основных категорий                 | Победители основных категорий | Победители основных категорий | Статистика                        | Статистика                                        | Пр.                  |
| №    | Дата проведения | Телеканал | Лучший альбом                      | Лучшая песня                                  | Лучший исполнитель            | Лучшая исполнительница        | Больше всего номинаций            | Больше всего побед                                | Пр.                  |
| ---- | --------------- | --------- | ---------------------------------- | --------------------------------------------- | ----------------------------- | ----------------------------- | --------------------------------- | ------------------------------------------------- | -------------------- |
| 1-я  | 8 февраля 2011  | Интер     | «Музіка» (Вопли Видоплясова)       | «Весна» (Вопли Видоплясова)                   | Александр Пономарёв           | Ирина Билык                   | 7 (Ирина Билык)                   | 3 (Вопли Видоплясова)                             | [ 7 ] [ 8 ]          |
| 2-я  | 15 марта 2013   | Интер     | «Co’n’dorn» (Иван Дорн)            | «Около тебя» (Ёлка)                           | Иван Дорн                     | Ёлка                          | 5 (Иван Дорн, Святослав Вакарчук) | 2 (Иван Дорн, Ёлка, Андрей Хлывнюк, The Hardkiss) | [ 9 ] [ 1 ]          |
| 3-я  | 25 марта 2014   | Интер     | Земля (Океан Ельзи)                | 40 градусов (Loboda)                          | Иван Дорн                     | Тина Кароль                   | 8 (Океан Ельзи)                   | 4 (Океан Ельзи)                                   | [ 10 ] [ 11 ]        |
| 4-я  | 25 марта 2015   | Интер     | «Stones and Honey» (The Hardkiss)  | «Stones» (The Hardkiss)                       | Иван Дорн                     | Тина Кароль                   | 6 (The Hardkiss)                  | 2 (The Hardkiss)                                  | [ 12 ]               |
| 5-я  | 25 февраля 2016 | Интер     | «Подих» (Джамала)                  | «Злива» (Джамала)                             | Джамала                       | Джамала                       | 7 (Потап: Потап и Настя / Mozgi)  | 4 (Джамала)                                       | [ 13 ]               |
| 6-я  | 21 февраля 2017 | M1        | «Звучит» (Monatik)                 | «1944» (Джамала)                              | Джамала                       | Джамала                       | 6 (Monatik)                       | 3 (Джамала)                                       | [ 14 ]               |
| 7-я  | 26 февраля 2018 | Прямой    | «H2LO» (Loboda)                    | «Тает лёд» (Грибы)                            | Monatik                       | Тина Кароль                   | 6 (The Hardkiss)                  | 3 (Monatik)                                       | [ 15 ]               |
| 8-я  | 22 марта 2019   | 1+1       | «Залізна ластівка» (The Hardkiss)  | «Плакала» (Kazka)                             | Monatik                       | Джамала                       | 7 (Maruv)                         | 4 (Maruv)                                         | [ 16 ] [ 2 ]         |
| 9-я  | 9 июля 2020     | -         | «Love it ритм» (Monatik)           | «Дим» (Время и Стекло)                        | Monatik                       | NK                            | 6 (Alyona Alyona)                 | 5 (Monatik)                                       | [ 17 ] [ 18 ]        |
| 10-я | 12 мая 2021     | M1        | 13 waves (TVORCHI)                 | «Дежавю» (Артем Пивоваров)                    | Monatik                       | Alyona Alyona                 | 10 (The Hardkiss)                 | 5 (The Hardkiss)                                  | [ 19 ] [ 20 ] [ 21 ] |
| 11-я | 17 июля 2022    | M1        | Живая и не железная (The Hardkiss) | «Гуси» (Wellboy)                              | Артем Пивоваров               | NK                            | 3 (Monatik)                       | 7 (Kalush)                                        |                      |
| 13-я | 23 мая 2024     | M1        | QIRIM (Джамала)                    | «Фортеця Бахмут» (Антитела)                   | Артем Пивоваров               | Kola                          | 3 (Антитела)                      | 6 (Kola)                                          |                      |
| 14-я | 23 апреля 2025  | M1        | Той день (Океан Ельзи)             | «Teresa & Maria» (Alyona Alyona & Jerry Heil) | Артем Пивоваров               | Kola                          |                                   | 3 (Океан Ельзи / Monatik)                         |                      |